# В
В je cirilska črka, ki se je razvila iz grške črke Β. Črka В spada med tako imenovane »lažne prijatelje«, saj izgleda povsem enako kot latinična črka B, vendar pa se ne izgovarja enako. Izgovarja se kot v in se običajno tako tudi prečrkuje v latinico. V ukrajinščini se lahko izgovarja tudi kot dvoustnični u (tako kot v slovenski besedi domov). Na koncu besede in pred nezvenečim soglasnikom se izgovorjava pogosto spremeni v f (tako kot v vzhodnoslovenskih narečjih).
Tradicionalno ime te črke je vedi (веди, вѣди), v novejšem času pa se bolj uporablja kratko ime ve.
| tiskano | pisano |
| ------- | ------ |
| В в     | В в    |

Opomba:

Poleg obilke в se v rokopisu in v kurzivi včasih uporablja tudi obliko b, še zlasti v srbščini in makedonščini.